# Dorfkirche Beyern

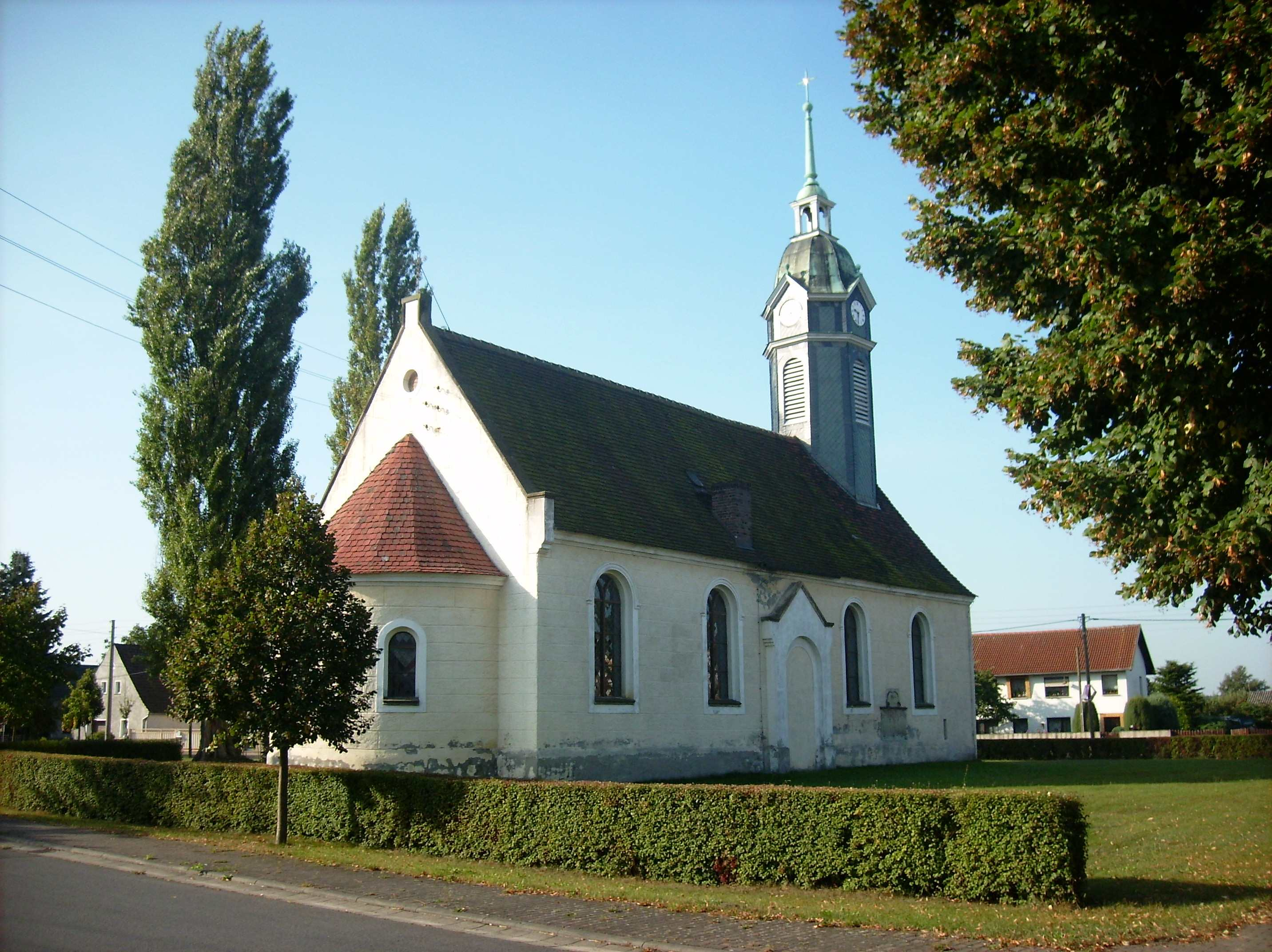
Dorfkirche Beyern

Die evangelisch-lutherische Dorfkirche Beyern ist ein denkmalgeschütztes Kirchengebäude in Beyern, einem Ortsteil der Stadt Falkenberg/Elster im südbrandenburgischen Landkreis Elbe-Elster.
Die zentral auf dem Anger des Angerdorfes gelegene Kirche stammt aus dem 13. Jahrhundert. Aus dieser Zeit sind die westlichen Außenmauern aus Raseneisenerz-Steinen erhalten. Von 1867 bis 1869 erfolgte ein durchgreifender Umbau im Stil der späten Schinkelschule, der dem Kirchenschiff eine kleine Apsis anfügte. Auch der achteckige Turmaufsatz stammt von diesem Umbau.
Das Innere ist schlicht und von der dreiseitigen Empore und einem einfachen Kanzelaltar geprägt. Der Kronleuchter stammt vom Ende des 18. Jahrhunderts. Die zweimanualige Orgel wurde 1867/69 von Nikolaus Schrickel aus Eilenburg erbaut.
Außen an der Kirche befinden sich Grabsteine von 1662, 1676 und 1792.
Zur Kirche gehört ein historischer Pfarrhof (Hauptstraße 30), in dessen Garten 1937 das heute ebenfalls unter Denkmalschutz stehende Neue Pfarrhaus errichtet wurde.
Die Dorfkirche Beyern gehört zur Kirchgemeinde Rehfeld (Falkenberg/Elster) im Kirchenkreis Bad Liebenwerda der Evangelischen Kirche in Mitteldeutschland.

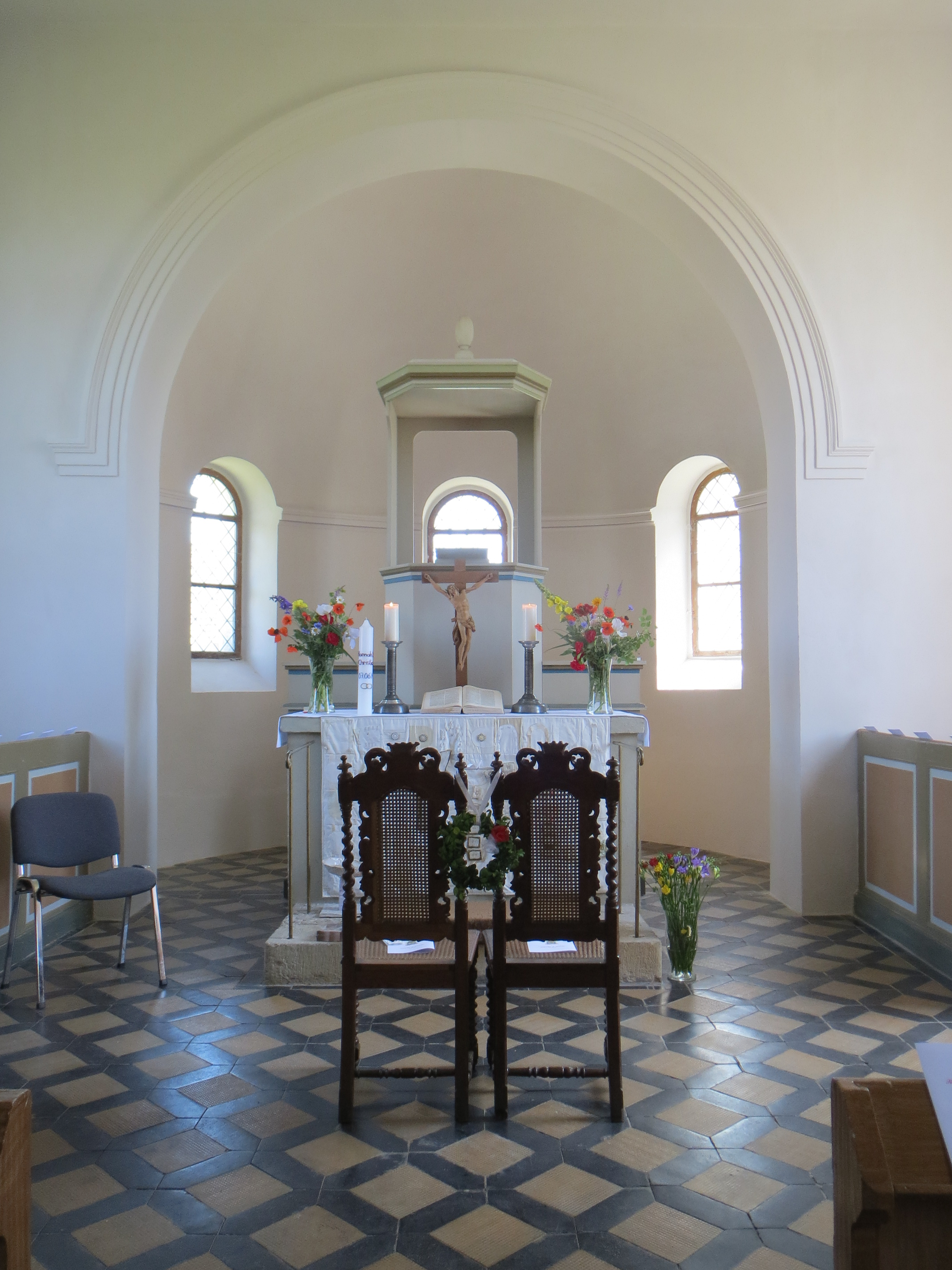
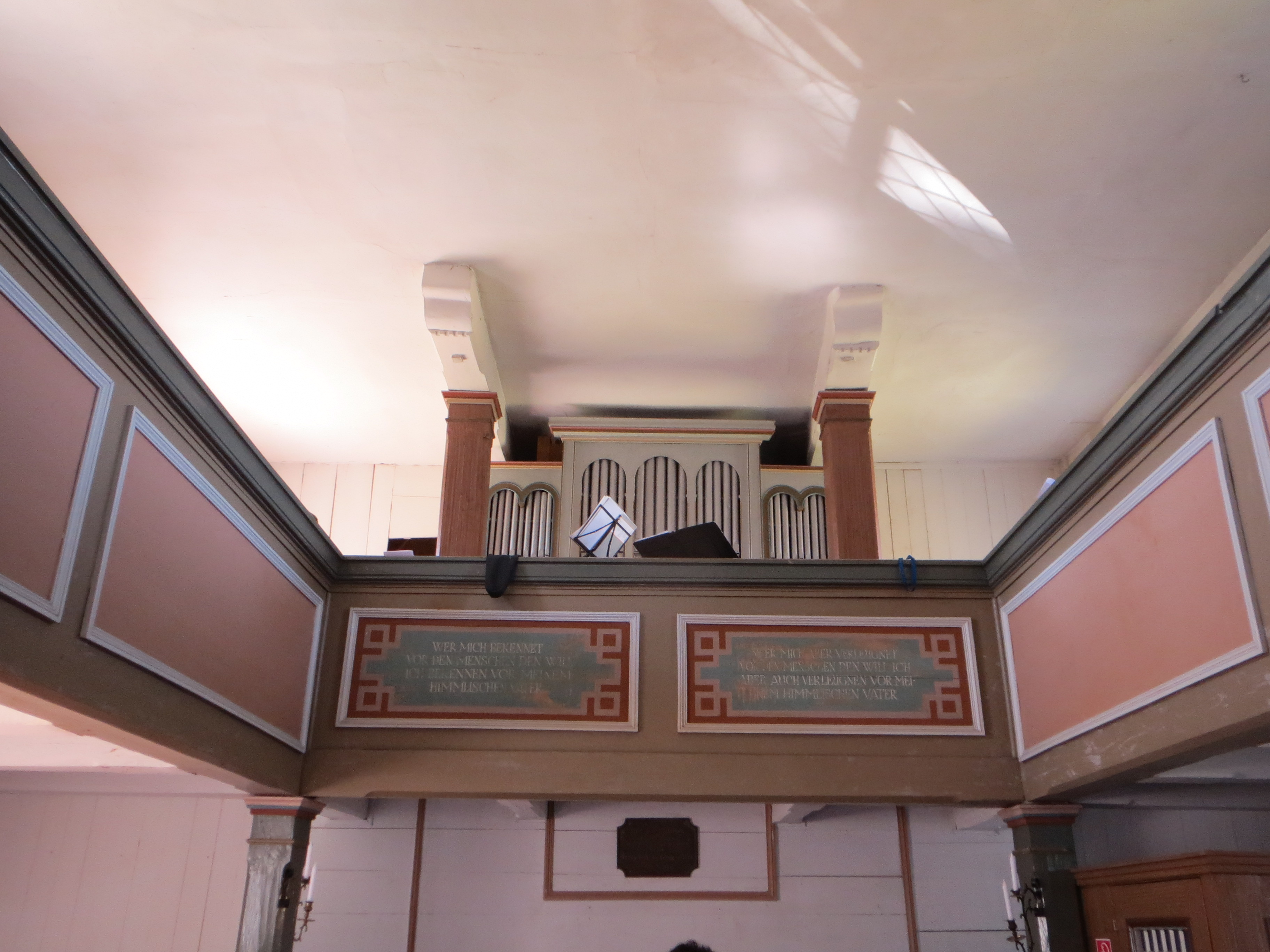
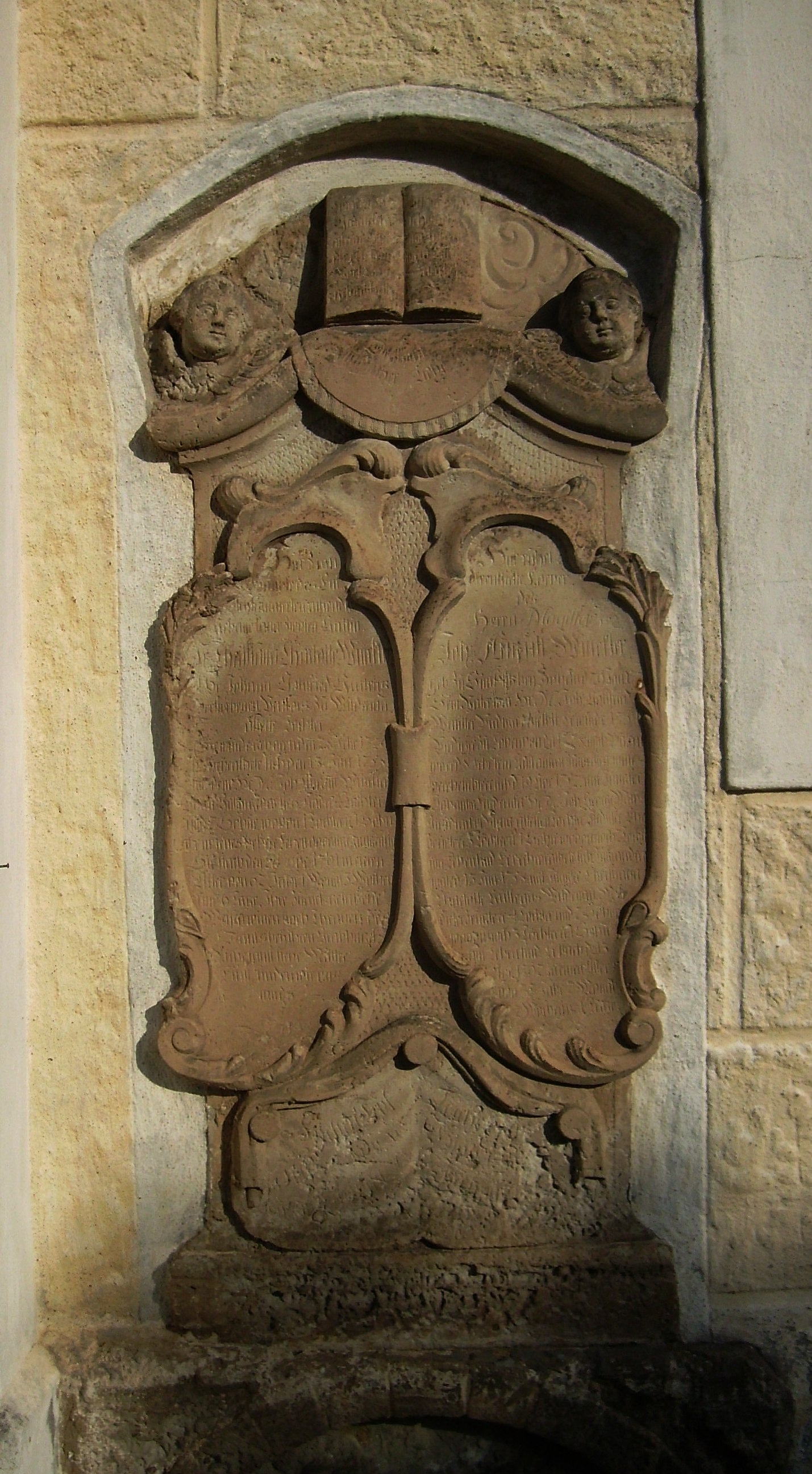